# 耶律題子
耶律題子（やりつ だいし、生没年不詳）は、遼（契丹）の政治家・軍人。名は迪子とも書かれる。字は勝隠。

## 経歴
北府宰相耶律兀里の孫にあたる。弓射を得意とし、絵画にたくみであった。保寧年間、御盞郎君に補任された。保寧9年（977年）、北漢に対する使者をつとめて、劉継元の礼遇を受けた。
統和2年（984年）、西辺詳穏の耶律速撒とともに陀羅斤を攻撃して、撃破した。統和4年（986年）、北宋の楊業が山西の城邑を攻め落とすと、題子は北院枢密使の耶律斜軫の下で宋軍を討ち、賀令図を定安で撃破して、西南面招討都監に任じられた。蔚州を守っていた宋軍が外から援軍を呼び寄せたのを察知して、夜間に道ばたに伏兵をしいた。夜明けに宋の援軍がやってくると、半ばが通過しないうちにこれを襲撃した。さらに城中の軍が出てきたので、耶律斜軫がこれを迎え撃った。蔚州の宋軍と援軍はともに壊滅して、飛狐に敗走した。賀令図が敗軍をまとめて蔚州に来襲したので、題子はこれを迎え撃って破った。進軍して寰州を包囲し、矢石の降るなか城壁を登って、寰州城を陥落させた。また耶律斜軫が楊業を朔州で捕らえるにあたって、題子の功績は大きかった。
この年の冬、蕭撻凜とともに東路をとって北宋を攻撃し、多くの捕虜を獲得した。後に宋軍が易州に駐屯しているのを聞いて、兵を率いて易州に向かったが、易州の境にいたって死去した。

## 伝記資料
- 『遼史』巻85 列伝第15